# Hjärnskakning
Hjärnskakning uppstår vid hårdare slag mot huvudet då hjärnan krockar mot insidan av skallbenet.
Hjärnan vilar i kraniet i en vätska, cerebrospinalvätskan, som finns till för att absorbera stötar och lättare slag – men vid hårdare slag kan orsaka att hjärnan studsar mot skallbenets hårda yta och individen kan då främst drabbas av huvudvärk, yrsel, illamående och tillfälliga minnessvårigheter (amnesi) eller kortare medvetslöshet. Kortvarig medvetslöshet (upp till fem minuter) eller amnesi – retrograd eller antegrad – i frånvaro av andra neurologiska bortfall är kännetecknet. Radiologiska fynd får ej finnas. Längre medvetslöshet eller närvaro av neurologiska bortfallssymptom talar för allvarlig skada. Människor som diagnosticeras med commotio brukar observeras 12–24 timmar på sjukhus eller i hemmet alternativt genomgå en skiktröntgen (CT eller DT) av huvudet, detta för att ytterligare utesluta allvarligare skador. I efterförloppet kan allmän trötthet förväntas någon vecka. Vid medvetslöshet bör läkare kontaktas.
En hjärnskakning orsakas av att hjärnan sätts i rörelse innanför skallen. Oftast händer detta vid en kraftig smäll mot huvudet.
Inuti skallbenet finns det en vätska som kallas för cerebrospinalvätska. Denna vätska har till uppgift att skydda huvudet mot lättare smällar och slag.
Men när man t.ex. trillar och får en kraftigare smäll mot huvudet, så kan inte vätskan stå emot. Detta gör då att hjärnan rör sig och slår emot skallbenet.

## Kategorier
Vanligtvis delas hjärnskakningars nivåer upp i en tregradig skala: 
- Grad 1 är mildast där patienten inte alltid märkt att en hjärnskakning har ägt rum. Där är illamående och huvudvärk de vanligaste symtomen och kan därför vara svårt att diagnostisera. 90 procent av alla som drabbas av hjärnskakning hamnar inom den första kategorin.
- Grad 2 innebär att den drabbade har fått ett litet hårdare slag. Vederbörande känner sig mer förvirrad och mår inte direkt bättre inom 15 minuter.
- Grad 3 är den allvarligaste typen av hjärnskakning då den drabbade blir medvetslös. De tidigare symtomen blir dessutom mer tydliga.